# 24332 Shaunalinn
24332 Shaunalinn este un asteroid din centura principală de asteroizi.

## Descriere
24332 Shaunalinn este un asteroid din centura principală de asteroizi. A fost descoperit pe 5 ianuarie 2000 la Socorro, New Mexico, în cadrul proiectului LINEAR. Asteroidul prezintă o orbită caracterizată de o semiaxă mare de 2,40 ua, o excentricitate de 0,19 și o înclinație de 3,3° în raport cu ecliptica.